# EM i badminton 2010
Europamesterskaberne i badminton 2012 var det 23. EM i badminton, og mesterskabet blev afviklet i Telenor Arena Karlskrona i Karlskrona, Sverige i perioden 16. - 21. april 2012. Sverige var EM-værtsland for fjerde gang, og det var anden gang, at mesterskabet blev spillet i Karlskrona.

## Medaljevindere

### Medaljevindere fordelt på rækker
| Medaljevindere | Medaljevindere                      | Medaljevindere                       | Medaljevindere                            | Medaljevindere                           | Medaljevindere |
| Række          | Guld                                | Sølv                                 | Bronze                                    | Bronze                                   |                |
| -------------- | ----------------------------------- | ------------------------------------ | ----------------------------------------- | ---------------------------------------- | -------------- |
| Herresingle    | Peter Gade                          | Jan Ø. Jørgensen                     | Marc Zwiebler                             | Rajiv Ouseph                             |                |
| Damesingle     | Tine Rasmussen                      | Juliane Schenk                       | Pi Hongyan                                | Ella Diehl                               |                |
| Herredouble    | Lars Paaske Jonas Rasmussen         | Mathias Boe Carsten Mogensen         | Kasper Faust Henriksen Anders Kristiansen | Michael Fuchs Ingo Kindervater           |                |
| Damedouble     | Valerija Sorokina Nina Vislova      | Petja Nedeltjeva Anastasija Russkikh | Mariana Agathangelou Heather Olver        | Line Damkjær Kruse Mie Schøtt-Kristensen |                |
| Mixed double   | Thomas Laybourn Kamilla Rytter Juhl | Robert Mateusiak Nadieżda Kostiuczyk | Wouter Claes Nathalie Descamps            | Nathan Robertson Jenny Wallwork          |                |

### Medaljestatistik
| Nation    | Guld | Sølv | Bronze | Total |
| --------- | ---- | ---- | ------ | ----- |
| Danmark   | 4    | 2    | 2      | 8     |
| Rusland   | 1    | ½    | 1      | 2½    |
| Tyskland  | -    | 1    | 2      | 3     |
| Polen     | -    | 1    | -      | 1     |
| Bulgarien | -    | ½    | -      | ½     |
| England   | -    | -    | 3      | 3     |
| Belgien   | -    | -    | 1      | 1     |
| Frankrig  | -    | -    | 1      | 1     |